# Гургурница
Гургурница, още Куркурница или Къркорница (на македонска литературна норма: Гургурница; на албански: Gurgurnica), е село в Северна Македония, в Община Бървеница.

## География
Селото е разположено в областта Горни Полог, високо в планината Сува гора.

## История
В края на XIX век Гургурница е село в Тетовска каза на Османската империя. Според статистиката на Васил Кънчов („Македония. Етнография и статистика“) от 1900 г. Къркорница е село, населявано от 276 жители арнаути мохамедани.
Според Афанасий Селишчев в 1929 година Гургурница е село в Седларевска община в Долноположкия срез и има 73 къщи с 300 жители българи
Според преброяването от 2002 година селото има 1556 жители.
| Националност | Всичко |
| македонци    | 1      |
| албанци      | 1549   |
| турци        | 0      |
| роми         | 0      |
| власи        | 0      |
| сърби        | 0      |
| бошняци      | 0      |
| други        | 6      |